# Brett Davern
Brett Davern (* 16. März 1992 in Edmonds, Washington) ist ein US-amerikanischer Schauspieler.

## Leben
In Edmonds geboren, besuchte Brett Davern die Edmonds-Woodway High School. Während seiner Sommerferien besuchte er das Stagedoor Manor Theatrical Training Center in New York. Nach seinem Abschluss an der AMDA in New York lebte er weiterhin dort. Seinen ersten Auftritt hatte er 2006 als William in Beautiful Ohio. Wegen dieses Angebots zog er nach Los Angeles, wo er aktuell auch lebt. Es folgten Gastauftritte in bekannten Krimiserien, wie CSI: Miami und Navy CIS. Von 2011 bis 2016 verkörperte er Jake Rosati in der MTV-Jugendserie Awkward – Mein sogenanntes Leben.

## Filmografie (Auswahl)
- 2006: Beautiful Ohio
- 2008: CSI: Miami (Fernsehserie, Folge 7x03)
- 2009: In Plain Sight – In der Schusslinie (In Plain Sight, Fernsehserie, Folge 2x11)
- 2009–2010: Cold Case – Kein Opfer ist je vergessen (Cold Case, Fernsehserie, 2 Folgen)
- 2010: Medium – Nichts bleibt verborgen (Medium, Fernsehserie, Folge 6x22)
- 2010: Triple Dog
- 2011–2016: Awkward – Mein sogenanntes Leben (Awkward., Fernsehserie, Folgen 1x01–5x24)
- 2012: The Finder (Fernsehserie, Folge 1x01)
- 2012: Navy CIS (NCIS, Fernsehserie, Folge 10x05)
- 2013: Chosen (Webserie, 3 Folgen)
- 2013: Movie 43
- 2014: Love & Mercy
- 2014: Born to Race: Fast Track
- 2015: The Stanford Prison Experiment
- 2016: Shameless (Fernsehserie, Folge 6x08)
- 2016: Major Crimes (Fernsehserie, 3 Folgen)